# Кравари (Битољ)
Кравари (мкд. Кравари) су насеље у Северној Македонији, у јужном делу државе. Кравари припадају општини Битољ.

## Географија
Насеље Кравари је смештено у крајње јужном делу Северне Македоније. Од најближег већег града, Битоља, насеље је удаљено 6 km југоисточно.
Кравари се налазе у јужном делу Пелагоније, највеће висоравни Северне Македоније. Насељски атар је равничарски, док се даље, ка западу, издиже планина Баба. Источно од села тече Црна Река. Надморска висина насеља је приближно 590 метара.
Клима у насељу је умереноконтинентална.

## Становништво
Кравари су према последњем попису из 2021. године имали 819 становника.
| Национални састав према попису из 2021.‍ | Национални састав према попису из 2021.‍ | Национални састав према попису из 2021.‍ | Национални састав према попису из 2021.‍ | Национални састав према попису из 2021.‍ |
| --------------------------------------- | --------------------------------------- | --------------------------------------- | --------------------------------------- | --------------------------------------- |
|                                         |                                         |                                         |                                         |                                         |
| Македонци                               | Македонци                               |                                         | 778                                     | 94,9%                                   |
| непописани                              | непописани                              |                                         | 31                                      | 3,8%                                    |

Већинска вероисповест је православље.